# Karla Kick
Karla Kick fue la mascota de la Copa Mundial de Fútbol Femenino de 2011 organizada por Alemania. Representa a una gata, tiene pintada la bandera de Alemania y lleva en su camiseta la frase FIFA Women's World Cup Germany 2011 (en español: Copa Mundial Femenina de la FIFA Alemania 2011).
Nació el 18 de junio de 1995, fecha clave en la historia del seleccionado alemán pues es la primera vez que salió campeón del torneo.